# Шанвальд
Шанвальд (нім. Schaanwald) — село в громаді Маурен, північий Ліхтенштейн.

## Географія
Село розташоване на північно-східному кордоні країни, поблизу від австрійського міста Фельдкірх. Через нього проходить дорога з'єднує Фельдкірх і швейцарське місто Букс, що проходить через комуну Шан. Найближчі населені пункти: Маурен, Фельдкірх і Нендельн.
Висоти до 500 метрів над рівнем моря (в південно-східній частині села).
Селом протікає річка Вонток.

## Населення
Населення селища Шанвальд близько 1 000 мешканців.

## Економіка
У селі знаходяться транспортна компанія SLT Speditions Anstalt і офіс компанії Kaiser AG Fahrzeugwerk — виробника мобільних крокуючих екскаваторів і техніки для роботи з каналізацією.

## Транспорт
Крім автомобільних доріг, через село проходить залізниця, що має тут маленьку станцію. Перетин доріг організовано у вигляді мостів, як залізничних, так і автомобільних. Саме село знаходиться на південний схід від доріг.
У селищі Шанвальд розташовується однойменна залізнична станція.
•Шанвальд (станція) (у селі Шанвальд, яке відноситься до комуни Маурен)
На території села 3 автобусні зупинки: «Schaanwald, Zollamt» (біля кордону), «Schaanwald, Zuschg» (поруч зі станцією) і «Schaanwald, Waldstrasse». Автобуси ходять з 6 ранку до 23 години щопівгодини.
На кордоні розташовано митний пункт.

## Відомі люди
- Меліта Марксер (8 вересня 1923 — 13 лютий 2015) була активісткою Liechtensteinerin, який провів кілька десятиліть організацію і боротьбу за виборче право жінок. Вона найбільш відома виступаючи в Раді Європи у 1983 році, щоб отримати міжнародну підтримку права жінок голосувати.

## Галерея

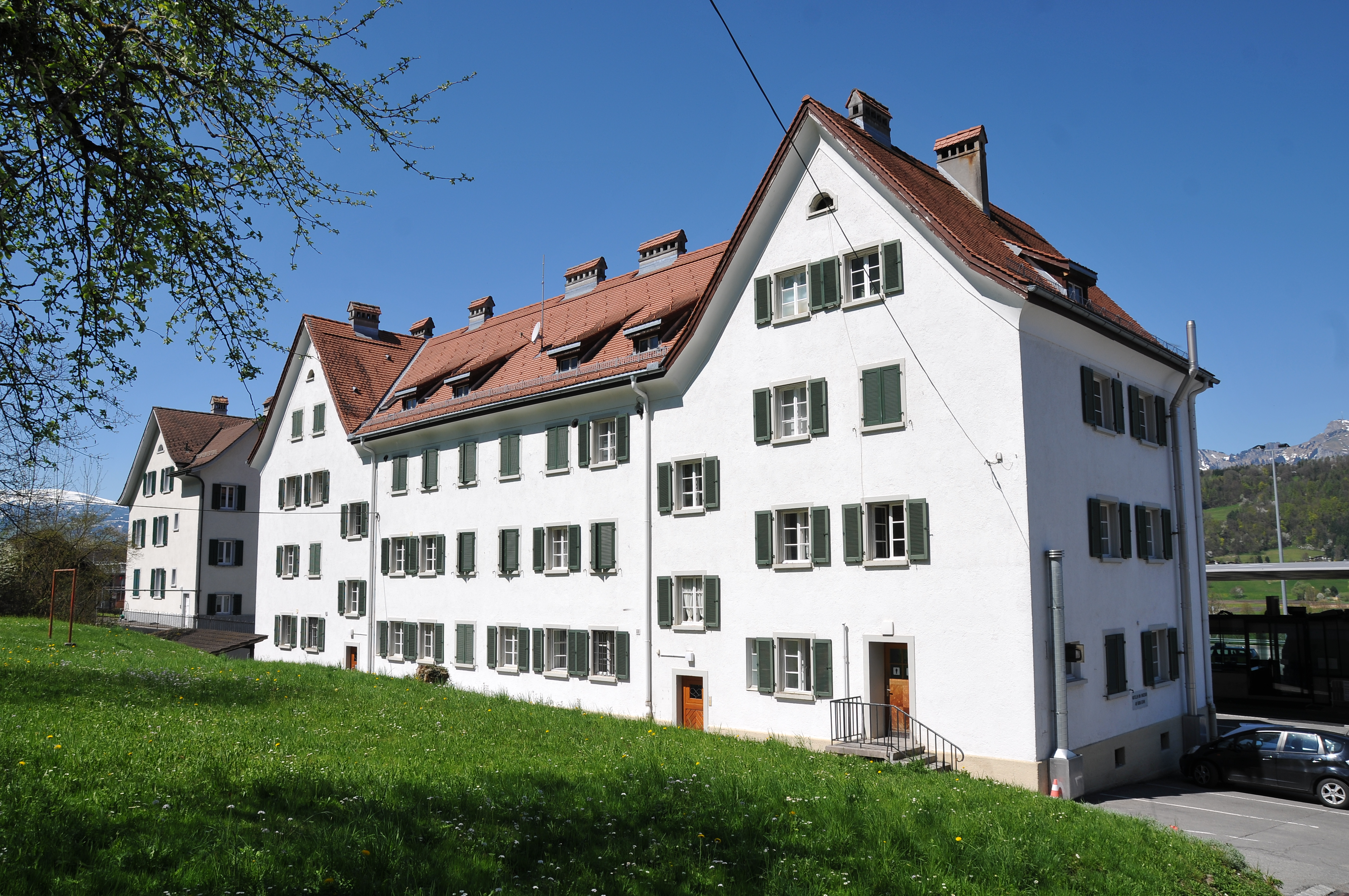
Будівля митниці
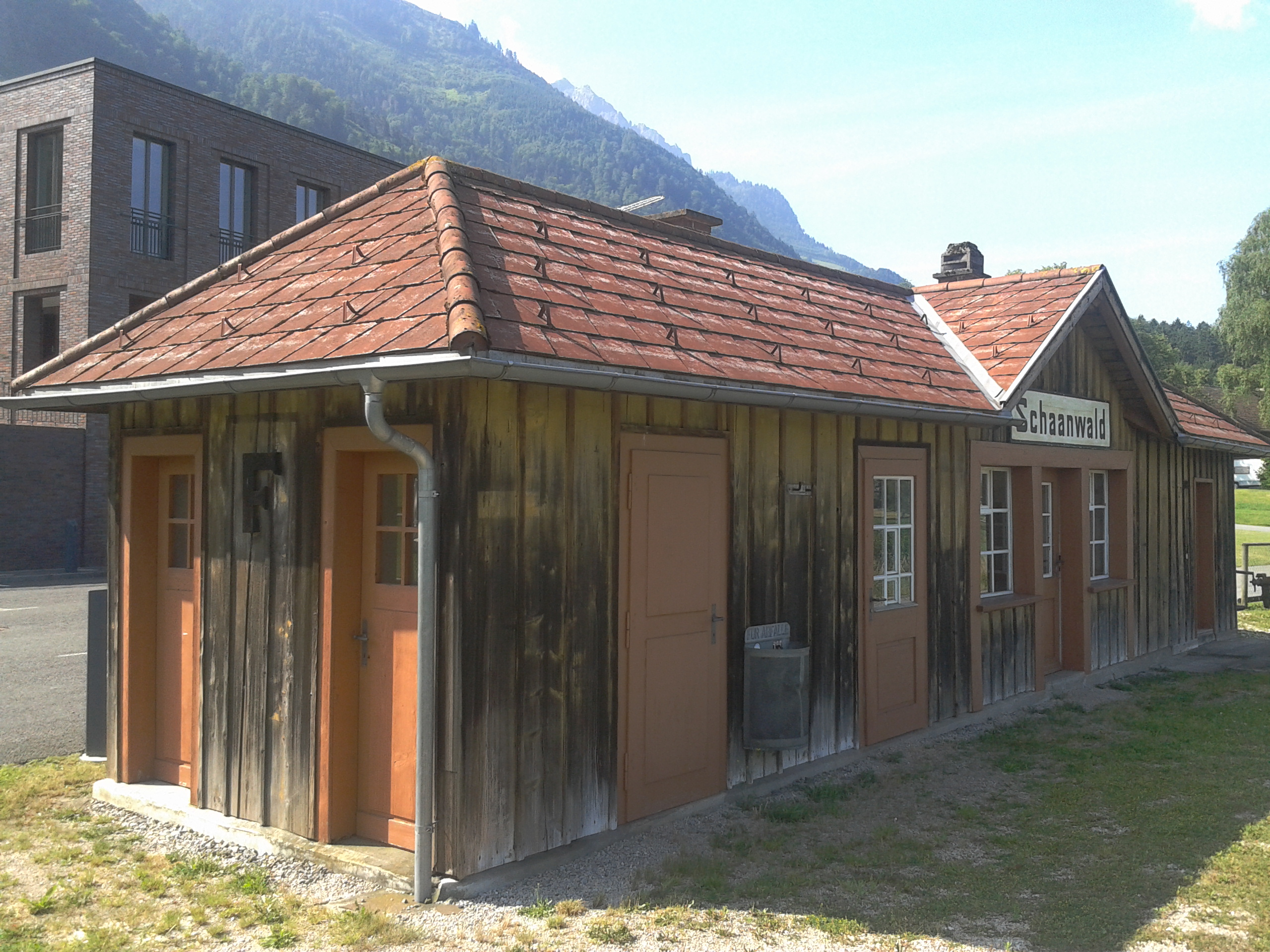
Залізнична станція
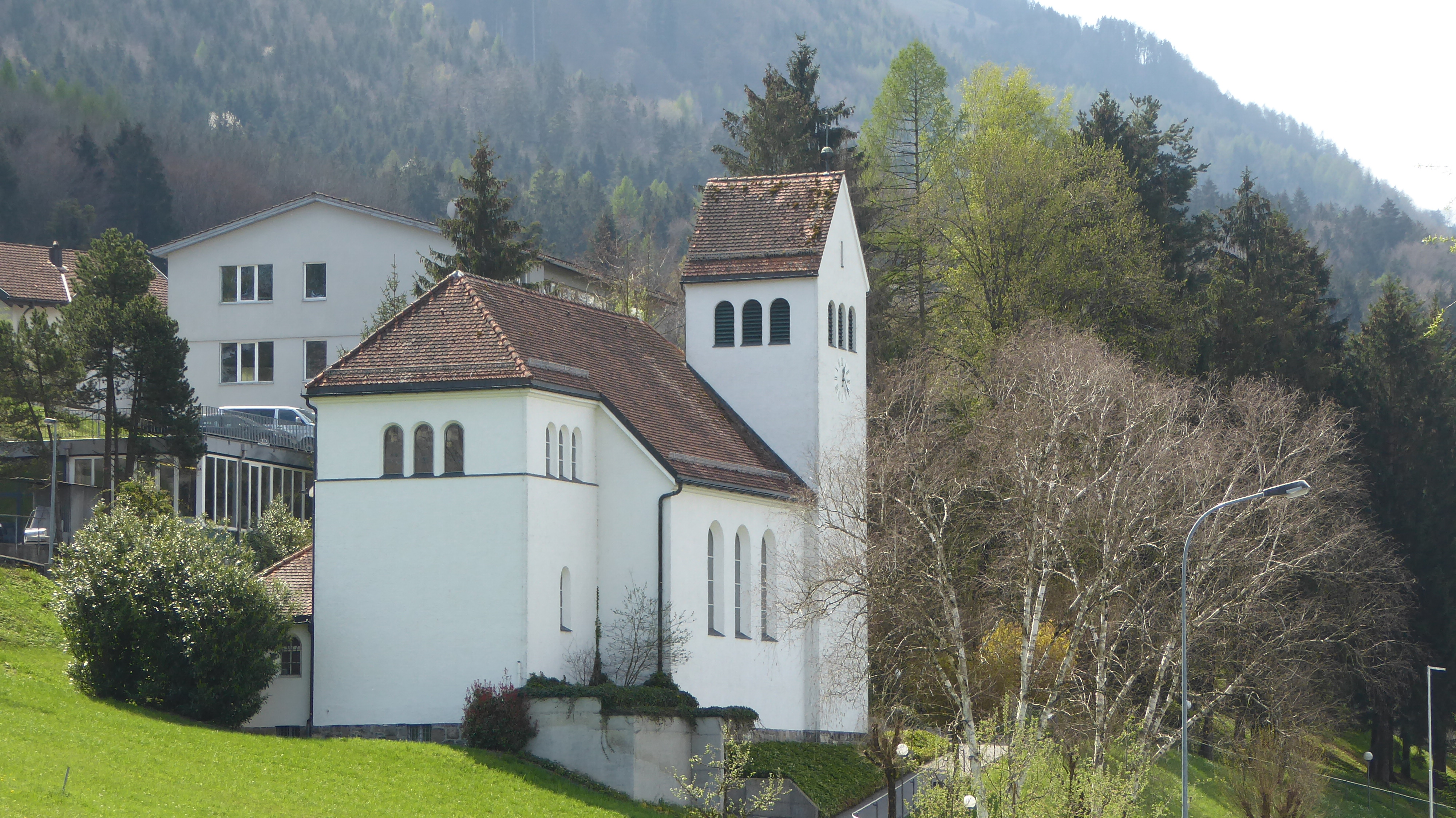
Каплиця святої Терези Лізьєської